# Sandalodes
Sandalodes là một chi nhện trong họ Salticidae mà được miêu tả lần đầu bởi Eugen von Keyserling vào năm 1883.

## Loài
Tính đến tháng 8 năm 2019 nó bao gồm chín loài, chỉ tìm thấy ở Papua New Guinea, Australia và Sulawesi:
- Sandalodes albovittatus (Keyserling, 1883) — Queensland
- Sandalodes bernsteini (Thorell, 1881) — New Guinea
- Sandalodes bipenicillatus (Keyserling, 1882) — Queensland, New South Wales
- Sandalodes celebensis Merian, 1911 — Sulawesi
- Sandalodes joannae Zabka, 2000 — Tây Úc
- Sandalodes minahassae Merian, 1911 — Sulawesi
- Sandalodes pumicatus (Thorell, 1881) — New Guinea
- Sandalodes scopifer (Karsch, 1878) — New Guinea, Úc
- Sandalodes superbus (Karsch, 1878) — New Guinea, Úc

## Hình ảnh

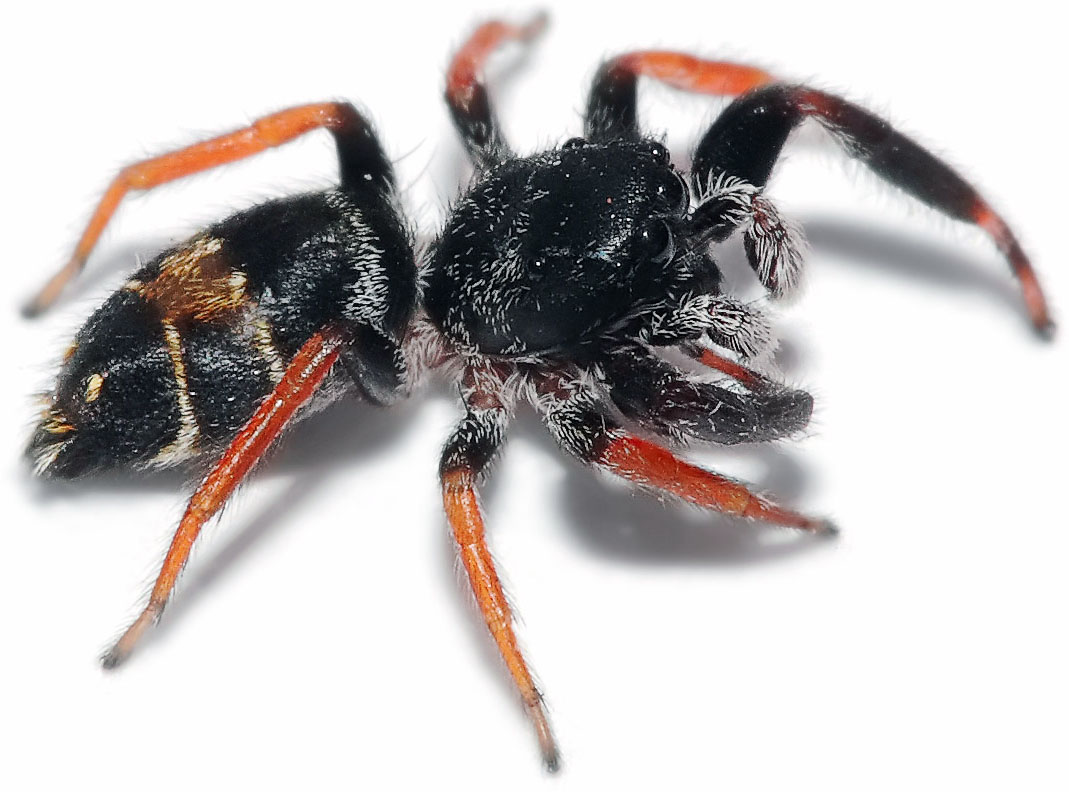